# Oikoumene
Oikoumene (grekiska οἰκουμένη, "bebodd", av οἰκω, "jag bebor") var hos grekerna under 300-talet beteckning för den bebodda eller civiliserade världen. Avlägsna platser beskrevs som att de var "bortom oikoumene". Man hade en teori om att världen var indelad i klimatzoner, och att det utanför oikoumene var klimatologiskt omöjligt för människor att leva. Teorin innebar svårigheter för de grekiska upptäcktsresande från den här tiden, som kom hem med berättelser om befolkningar utanför oikoumene.[källa behövs]
Begreppet användes även för att förstå jorden som en helhet. I den här meningen användes oikoumene bland annat i astronomiska diskussioner i det bysantinska riket, till exempel i debatten om jorden var sfärisk eller mer avlång. De bysantinska astronomerna enades om att oikoumene i betydelsen jorden troligen var en sfäroid.
Begreppet ekumenik kommer av oikoumene. Däremot kommer begreppet ekonomi av det delvis besläktade oikonomos (förvaltare).